# Juan R. Escudero
Juan R. Escudero là một đô thị thuộc bang Guerrero, México. Năm 2005, dân số của đô thị này là 22805 người.